# Holzhausen (Heldburg)
Holzhausen ist ein Ortsteil der Stadt Heldburg im Landkreis Hildburghausen in Thüringen.

## Lage
Holzhausen liegt im Heldburger Land südwestlich von Bad Rodach  und nordöstlich von Bad Colberg-Heldburg an der Landesstraße 2642 nahe der Grenze zu Bayern in einem ländlichen Umfeld.

## Geschichte
Am 22. März 1137 wurde das Dorf erstmals urkundlich genannt.
Dieses Datum führt auch die Gemeinde des Dorfes. Die Marschälle von Stauf waren Besitzer des Landes, danach das Kloster Veßra.
1462 erbauten die Einwohner die Kirche. 1722 wurde dann die sehenswerte Kirche St. Wolfgang und Jacobus neu errichtet.